# ALUTA
Az ALUTA Alumínium Ablak és Homlokzat Egyesület 1999. június 22-én alakult meg az ÉVOSZ Alumínium Ablak és Homlokzat Tagozataként, magyar alumínium ablak és homlokzatgyártók részvételével, a tagok érdekképviselete céljából. 2004-től a szakmai képviselet működtetésére tett erőfeszítések hatékonyabbá tétele, önállóbb és kezdeményezőbb speciális érdekvédelem céljából független Egyesületté alakult, megtartva az ismert nevet és szoros együttműködését a szakmai társszervezetekkel - elsősorban az ÉVOSZ-val.

## Története
Az aluszerkezetek szektorában tapasztalt változások, a piac fejlődésének lelassulása, bizonytalanná válása, a részesedés csökkenése az EU átlaghoz viszonyítva egyértelművé tette, hogy önálló szakmai szervezetre van szükség a heterogén piac szabályozásához és ellenőrzéséhez.
Ám mindehhez sajátos megközelítés volt szükséges, hiszen a szakmai fejlesztés problémáinak megoldási módja ebben az esetben erősen különbözik a többi építőipari ágazattól. Az EU-integráció elkerülhetetlenné tette a szektor szakmai és technológiai felkészültségének javítását, elsősorban az EU standardok alkalmazását és kialakítását illetően.
Az aluszerkezetek gyártóinak és építőinek egyik csoportja úgy határozott, hogy 2001-ig az ÉVOSZ keretében szakmai képviselet működtetésére tett erőfeszítéseit egy jóval önállóbb és kezdeményezőbb, a gazdasági érdekvédelmet is vállaló képviseleti szerv létrehozásával kell kiegészíteni. Ennek eredményeképpen létrejött az ÉVOSZ Alumínium Ablak és Homlokzat Tagozat, majd az eredményes működés és együttműködés után 2004. márciusban döntött a Közgyűlés egy önálló ALUTA Alumínium Ablak és Homlokzat Egyesület megalakításáról.

## Vezetői
| Fegyverneky Sándor | Elnök         |
| ------------------ | ------------- |
| File Miklós        | Ügyvezető     |
| Ádám István        | alelnök       |
| Kolozár György     | alelnök       |
| Bikádi János       | elnökségi tag |
| Füstös Péter       | elnökségi tag |
| Kiss Tamás         | elnökségi tag |
| Stocker György     | elnökségi tag |

## Célja
Szakmai együttműködés a közügyek, műszaki szabályozás, szabványosítás, minőségbiztosítás, oktatás, kommunikáció, piacvédelem, a tisztességtelen vállalkozói magatartás kiszűrése területén, valamint a tagok közös szakmai és gazdasági érdekeinek képviselete.
Az Egyesület céljának megvalósítása érdekében együttműködik minden állami, társadalmi és gazdálkodó szervezettel, más egyesülettel és szövetséggel, amelyek segítik az Egyesület eredményes működését és céljainak megvalósítását.

## Feladatai
Piacfejlesztés: az ALU-szektor gazdasági súlyának és szakmai presztízsének emelése, elsősorban a szektort érintő gazdasági szabályozás pozitív irányú megváltoztatásával.
Hatékony érdekvédelem: árvédelem, áregységesítés, védjegy-program, továbbá hatékonyabb fellépés a korrupció, a fekete-szürke gazdaság, illetve a nem vagy rosszul fizetőkkel szemben.
Minőségi és szakmai fejlesztés: a minőség előtérbe helyezése és annak különbözőterületeken való érvényesítése (kódex, védjegy, egységes, színvonalas és tiszta tenderkiírás), ezen felül továbbképzési lehetőségek biztosítása tagjaink számára.
Lobbizás: önálló építésügyi hatóság, az alumínium szerkezetek terjesztését akadályozó jogi és gazdasági szabályozások megváltoztatása, az aluszerkezeteket felhasználó építmények piaci bővítésének állami ösztönzéssel.

## Tagság
Az ALUTA tagjait ma már nemcsak gyártók, hanem profilforgalmazók, beszállítók is alkotják, amelyek együttesen a szakma legkiválóbb vállalatait képviselik. Jelenleg összesen 46 tag, és több tagjelölt van.

## Működés
Az ALUTA tevékenységeit stratégiailag a Taggyűlés irányítja, és az Elnökség operatívan koordinálja.

## Kiadványai
Alumínium ablakok, ajtók, portálok (2008)

Alumínium függönyfalak, üvegtetők (2010)

## Díjak
Nívódíj
Az ALUTA tevékenységének célkitűzéseiben megfogalmazott szakmai elvárásoknak megfelelő, az alumínium-üveg homlokzatépítésben korszerű, kreatív, műszaki-technológiai kialakításában újszerű, környezettudatos, racionális és minősített szerkezetek alkalmazásával született építészeti alkotások elismerésére évente pályázatot hirdet.